# Арагац
Арага́ц (арм. Արագած) — изолированный горный массив на западе Армении, четвёртый по высоте в Армянском нагорье и самый высокий в современной Армении. Высота горы составляет 4090 метров (4095, по данным Смитсоновского института). Протяжённость горного массива с востока на запад до 40 км, с севера на юг — до 35 км. Склоны в их нижней части покрыты лесом, выше — лугами.
Как утверждалось в «Советской военной энциклопедии», вершина Арагац служила ориентиром для войск, действовавших в регионе Карс — Гюмри (Александрополь) — Ереван.

## Название
Арага́ц — древнее армянское название, известное также в формах Арака́ц, Аркаде́з. Этимология названия доподлинно неизвестна — возможно, оно происходит от имени урартского царя Аргишти I (786—764 до н. э.), основателя Еревана (Эребуни) и Армавира (Аргиштихинили), при котором границы Урарту достигли этой горы. Предание связывает происхождение оронима с именем одного из Католикосов всех армян. Раннесредневековый армянский историк Мовсес Хоренаци связывает название горы с именем Арменака, легенда о котором возможно сохранила в себе память об урартском царе Аргишти.
«Географическо-статистический словарь Российской Империи» изданный в 1861 году, отмечает два названия горы: турецкое — Алагяз, и армянское — Арагаз (Арагац) и называет гору «второй горой Русской Армении, уступающей только Арарату».
Тюркское обозначение горы Алагёз означает ала — «пестрый» и гёз  — буквально «глаз», в топонимах «источник, ручей» или «перевал, низкое место в гребне гор, седловина». По словам Поспелова, эти значения не самые подходящие для горы, однако зафиксированный на севере Азербайджана местный термин алагёз  («земля с белыми пятнами»), как отмечает Поспелов, хорошо характеризует Арагац с его небольшими ледниками.

## Геология
Имеет 4 вершины, самая высокая — северная (4090 м), высота западной — 4007 м, восточной — 3916 м, южной — 3879 м. Представляет собой конус периметром до 200 км. Между вершинами расположен вулканический кратер глубиной 350 м и шириной 2,5 км. На одном из склонов горной системы на высоте 3190 м расположено озеро — Кари.
Арагац является стратовулканом. Формироваться начал в эпоху плиоцена и плейстоцена. Ранее считалось, что вулканическая активность происходила вплоть до современного периода, но недавняя аргоновая датировка исследованного морфологического материала показала, что в последний раз вулкан извергался в период среднего и позднего плейстоцена. По словам армянского вулканолога Караханяна, самые молодые конусы вулкана, которые находятся в нижней его части, образовались 3 тысячи лет назад. Сложен преимущественно андезитами и дацитами. Застывшие потоки лавы протяжённостью 13 км направлены на запад и юго-запад.
Со склонов Арагаца стекают многочисленные реки — Гехарот, Амберд, Наришд, Манташ, Гехадзор, Цахкаовит и т. д. (питание родниковое, дождевое и снеговое). На Арагаце и у его подножия находится множество озёр — Кари, Амберд, Лесинг и т. д.
Современное оледенение Арагаца описано в работах М. О. Давояна.

## Туризм
На юго-восточном склоне расположены Бюраканская астрофизическая обсерватория, Зеркальный радиотелескоп Геруни, монастырь Тегер. На северо-западном склоне находится Манташское водохранилище. На склоне горы на высоте 2140 метров находится замок Амберд.

В Эривани Алагез торчал у меня перед глазами, как «здрасьте» и «прощайте». Я видел, как день ото дня подтаивала его снеговая корона, как в хорошую погоду, особенно по утрам, сухими гренками хрустели его нафабренные кручи. Подступы к Алагезу не утомительны, и ничего не стоит взять его верхом, несмотря на 14000 футов. Лава заключена в земляные опухоли, по которым едешь, как по маслу.— Осип Мандельштам. «Путешествие в Армению»
Исследуя склоны Арагаца, можно найти множество древних поселений и святилищ, но пока он ещё практически не исследован.

## Легенды
О Григории Просветителе
С горой Арагац связано множество легенд и преданий о периоде принятия христианства, по которой Св. Григорий Просветитель восходил на вершину Арагац для совершения молитв, при этом ночью ему светила негасимая лампада, свисавшая прямо с небес. По легенде утверждается, что и сейчас эта лампада светит ночами, но видеть её могут только посвящённые.
Об Арагаце и Арарате
По легенде, гора Арагац являлась сестрой горе Арарат. Однажды любящие друг друга сёстры поссорились. Тщетно пыталась их помирить гора Марутасар; разгневанная, она прокляла их согласно ему Масис и Арагац должны были разлучиться навек и никогда больше друг друга не видеть и они оказались навсегда разлучёнными.

## Наука
Летом 1942 года на высоте 3250 м на склоне горы начала работу первая экспедиция по исследованию космического излучения под руководством Абрама Алиханова и Артема Алиханяна. В 1945 году здесь произошло фундаментальное открытие, заключающееся в обнаружении в составе космического излучения потока протонов с энергией более 100 мгв, что, в свою очередь, свидетельствует о существовании в космическом излучении и других ядерно-активных частиц.

## В культуре
28 мая 2005 года вокруг горы Арагац состоялась большая акция «Хоровод единения» (арм. Միասնության շուրջպար), в которой приняли участие более чем 170 тысяч человек. В день акции участники образовали 163-километровое кольцо вокруг горы и станцевали армянский танец кочари в течение 15 минут по случаю Дня Первой Республики. По протяженности танец охватывал 106 общин Арагацотнской и Ширакской областей страны. Данная акция символизировала национальное единение и претендовала войти в книгу рекордов Гиннесса. Мероприятие сопровождалось концертами, фейерверками и сотнями костров. После танца участники посадили несколько десятков тысяч деревьев.

### Комментарии
1. ↑  непонятная единица измерения, возможно, имелось в виду МэВ